# Paolaura
Paolaura là một chi ốc biển rất nhỏ, là động vật thân mềm chân bụng sống ở biển trong họ Cystiscidae.

## Các loài
Các loài thuộc chi Paolaura bao gồm:
- Paolaura kenyaensis Smriglio & Mariottini, 2001[2]